# Danijel Dipre
Daniјel Dipre (fr. Daniéle Dupré; 1927 — 2015) bila je francuska pevačica najpoznatija 50-ih godina prošlog veka.
Provela je neko vreme u Brazilu kao dete. Po povratku u Francusku, pojavila se u filmu "La Parisienne" i nastavila je da se bavi opernim treningom. Očigledno je povredila svoj glas tokom ove obuke, pa počinje da se bavi laganom muzikom.
Obišla je Francusku i bila je pozvana da nastupa na takmičenju za Pesmu Evrovizije 1957. godine. Tamo je predstavljala Luksemburg. Pevala je pesmu Amours Mortes (Tant De Peine). Bila je na četvrtom mestu sa 8 osvojenih bodova. Na takmičenju je upoznala Paule Desjardins, francusku predstavnicu, sa kojim je održavala dugo prijateljstvo.
Ona se povukla iz muzičkog biznisa 1958. godine, shvativši da rock and roll nadmašuje muziku koju izvodi. Okrenula se dizajnu enterijera, gde je njen najznačajniji uradak u terminalu aerodroma Sao Paulo. Ona je dala intervju za francuski magazin OGAE 1999. godine, koji je kasnije preveden na engleski jezik i objavljen u magazinu Eurosong News.
Umrla je 2015. godine u 88. godini života.